# Yosegaki hinomaru

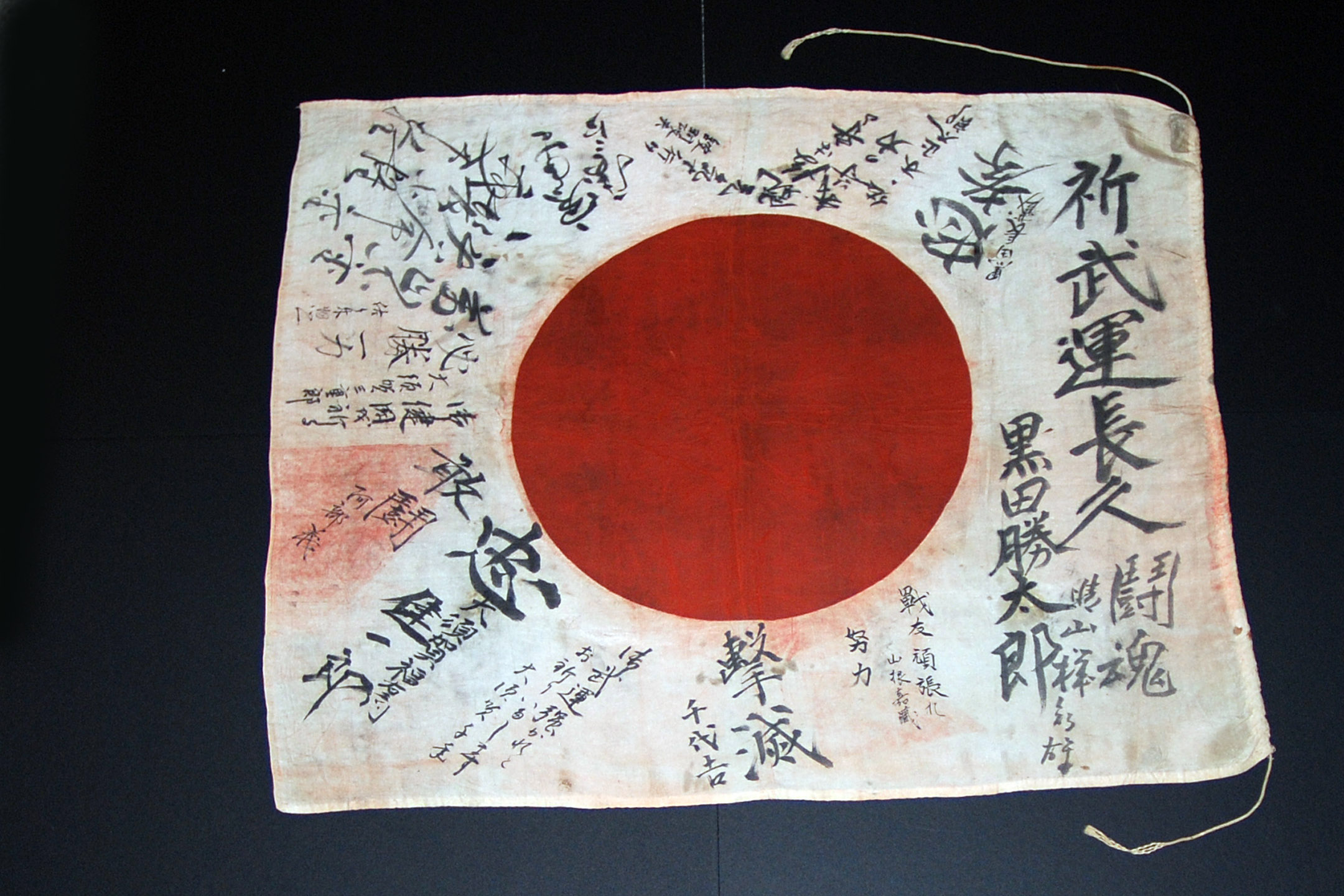
Yosegaki Hinomaru: bandeiras japonesas de boa sorte

A Yosegaki hinomaru (寄せ書き日の丸, "Mensagem da Bandeira", ou  "Bandeira da Boa Sorte" ) era um presente tradicional para os soldados japoneses enviados durante as campanhas militares do Império do Japão, principalmente durante a Segunda Guerra Mundial.
A bandeira era tipicamente uma bandeira nacional assinada por amigos e familiares, muitas vezes com mensagens curtas desejando ao soldado vitória, segurança e boa sorte. Hoje, as Yosegaki hinomaru são usados e entregues em ocasiões como eventos de caridade e esportivos.
O nome 'hinomaru' é retirado do nome da bandeira do Japão, também conhecida como hinomaru , que se traduz literalmente como "sol circular". Quando os yosegaki hinomaru eram assinados por amigos e parentes, o texto escrito na bandeira geralmente era escrito em uma formação vertical irradiando do círculo vermelho central, assemelhando-se aos raios do sol. Essa aparência é referenciada no termo 'yosegaki' (lit., "coleção de escrita"), o que significa que o termo 'yosegaki hinomaru' pode ser interpretado como uma "coleção de escrita ao redor do sol vermelho", descrevendo a aparência do texto irradiando para fora do círculo no centro da bandeira.

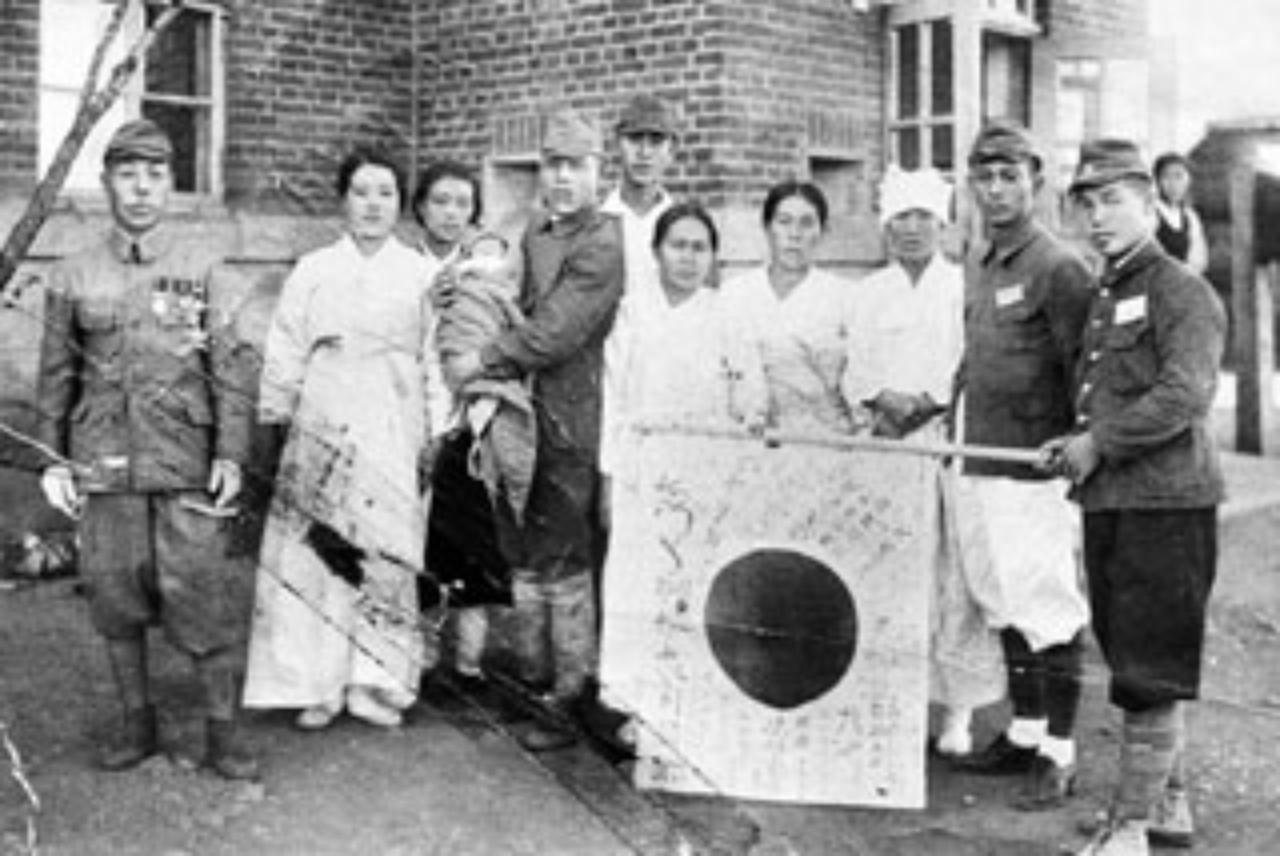
Um jovem coreano convocado para o exército na década de 1940 tira uma foto comemorativa com sua família enquanto segura uma bandeira japonesa. (Fonte da foto: Donga Ilbo) No período, a penisula coreana estava sob ocupação japonesa.

O hinomaru yosegaki era tradicionalmente presenteado a um homem antes de sua integração nas forças armadas japonesas ou antes de sua mobilização. Os parentes, vizinhos, amigos e colegas de trabalho da pessoa que recebia a bandeira escreviam seus nomes, mensagens de boa sorte, exortações ou outras mensagens pessoais na bandeira em uma formação semelhante aos raios se dissipando do sol, embora o texto também fosse escrito em qualquer espaço disponível se a bandeira ficasse lotada de mensagens. Em algumas ocasiões, pequenas caricaturas ou desenhos animados eram adicionados à bandeira. Em casos raros, arte elaborada e impressionante também podia ser colocada na bandeira. Às vezes, as bandeiras de boa sorte eram decoradas com imagens de tigres pretos e brancos ou coloridos.
Estas bandeiras normalmente apresentava algum tipo de exortação escrita na parte superior do campo branco, como bu-un chō-kyu (武運長久, "Que sua fortuna militar seja duradoura") ; outra decoração típica inclui caracteres de tamanho médio ao longo da margem vertical direita ou esquerda da bandeira, normalmente o nome do homem que recebia a bandeira e o nome do indivíduo ou organização que a entregava a ele. O texto escrito na bandeira era comumente aplicado com pincel de caligrafia e tinta. Embora normalmente fosse costume assinar apenas ao redor do centro vermelho da bandeira, alguns exemplos podem ser encontrados com caracteres escritos também no centro vermelho.
A origem do costume de escrever em bandeiras não é clara, havendo algum debate quanto ao período em que o costume começou. Algumas fontes indicam que bandeiras assinadas tornaram-se parte dos pertences de um soldado, juntamente com um " cinto de mil pontos " (senninbari), durante a Primeira Guerra Sino-Japonesa (1894-1895), embora bandeiras de boa sorte anteriores ao Incidente da Manchúria (1931) sejam consideradas raras. É geralmente aceito que a maioria dos hinomaru yosegaki vistos hoje vêm de pouco antes ou durante o período da Segunda Guerra Sino-Japonesa (1937-1945).
Para o militar estacionado longe de casa e de seus entes queridos, o hinomaru yosegaki oferecia esperanças e orações comunitárias ao proprietário sempre que a bandeira era desfraldada. Acreditava-se que a bandeira, com suas muitas assinaturas e slogans, proporcionaria uma força ou poder combinado para ajudar seu proprietário em momentos difíceis, além de lembrar o soldado de seus deveres na guerra, com a implicação de que o cumprimento desse dever significava que o guerreiro não deveria retornar para casa após a batalha. Frequentemente, os militares que partiam deixavam para trás unhas e cabelos aparados, para que seus parentes tivessem algo dele para realizar um funeral.
A crença no auto-sacrifício foi central na cultura japonesa durante a Segunda Guerra Mundial, formando grande parte do sentimento de guerra. Acreditava-se culturalmente que grande honra era trazida à família daqueles cujos filhos, maridos, irmãos e pais morreram a serviço do país e do Imperador, e que ao cumprir seu dever, qualquer soldado, marinheiro ou aviador ofereceria sua vida livremente. Como parte do código cultural do samurai ou bushido (caminho do guerreiro), essa visão de mundo foi trazida para o Japão do século XX a partir dos séculos anteriores do Japão feudal e foi impressa nos soldados do século XX, a maioria dos quais descendia de famílias não samurais.
As bandeiras de boa sorte personalizadas variavam em tamanho, mas geralmente eram pequenas o suficiente para serem dobradas e usadas no corpo. Os soldados japoneses frequentemente as carregavam nos bolsos dos uniformes ou nas mochilas de equipamentos. Às vezes, eram enroladas na cintura ou guardadas sob a camisa.
Uma bandeira de boa sorte geralmente continha o nome do destinatário no lado direito. Nomes de amigos e familiares ou da organização que a presenteou frequentemente apareciam no centro. Paralelamente, havia mensagens de esperança, vitória e boa sorte, bem como slogans patrióticos populares de guerra. Às vezes, esses slogans eram maiores que os outros caracteres.
Muitas bandeiras não têm datas escritas. Mas, às vezes, podem ser datadas pela interpretação das outras mensagens. Por exemplo, qualquer texto que mencione a luta contra os Estados Unidos ou a Grã-Bretanha pode ser datado de depois de dezembro de 1941, após os ataques japoneses a Pearl Harbor e Hong Kong.

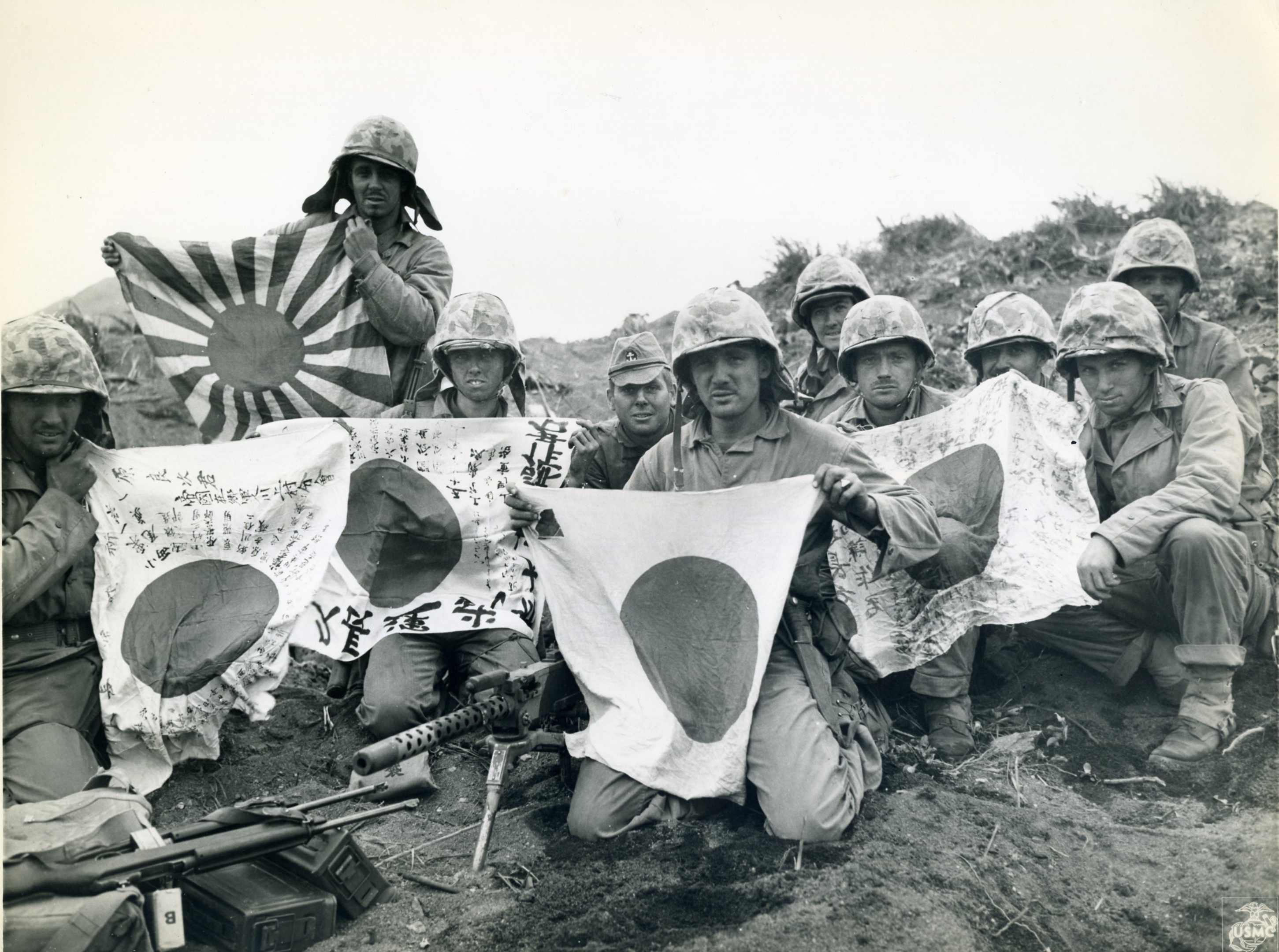
Soldados americanos em Iwo Jima com bandeiras capturadas

No livro  You'll Be Sor-ree,  de Sid Phillips, o veterano descreve o papel das bandeiras japonesas na Guerra do Pacífico: "Todo japonês parecia ter uma bandeira de seda pessoal com escrita japonesa por toda parte e uma grande almôndega no centro."  Existem vários livros descrevendo hinomaru como lembranças levadas para casa por fuzileiros navais dos EUA e membros da infantaria do Exército dos EUA . Outro exemplo é encontrado no livro de Eugene Sledge , With the Old Breed : "Os homens se regozijavam, comparavam e frequentemente trocavam seus prêmios. Era um ritual brutal e medonho, como o que ocorre desde os tempos antigos em campos de batalha onde os antagonistas possuíam um profundo ódio mútuo." Em um artigo de 2008 no Monroe News , um veterano da Segunda Guerra Mundial falou de suas experiências trazendo de volta uma bandeira da Guerra do Pacífico, afirmando que ele não revistou os corpos de todos os soldados japoneses em que atirou, pois geralmente não havia tempo suficiente; a bandeira que ele finalmente trouxe para casa foi encontrada na ilha de Mindanao, nas Filipinas . De acordo com suas experiências, os soldados não levavam para casa grandes lembranças, como Katanas (gunto), por medo de que alguém as roubasse, mas uma bandeira podia ser facilmente escondida. A bandeira que ele próprio levou como lembrança estava em processo de repatriação, com o Dr. Yasuhiko Kaji procurando pelo dono e sua família no Japão.

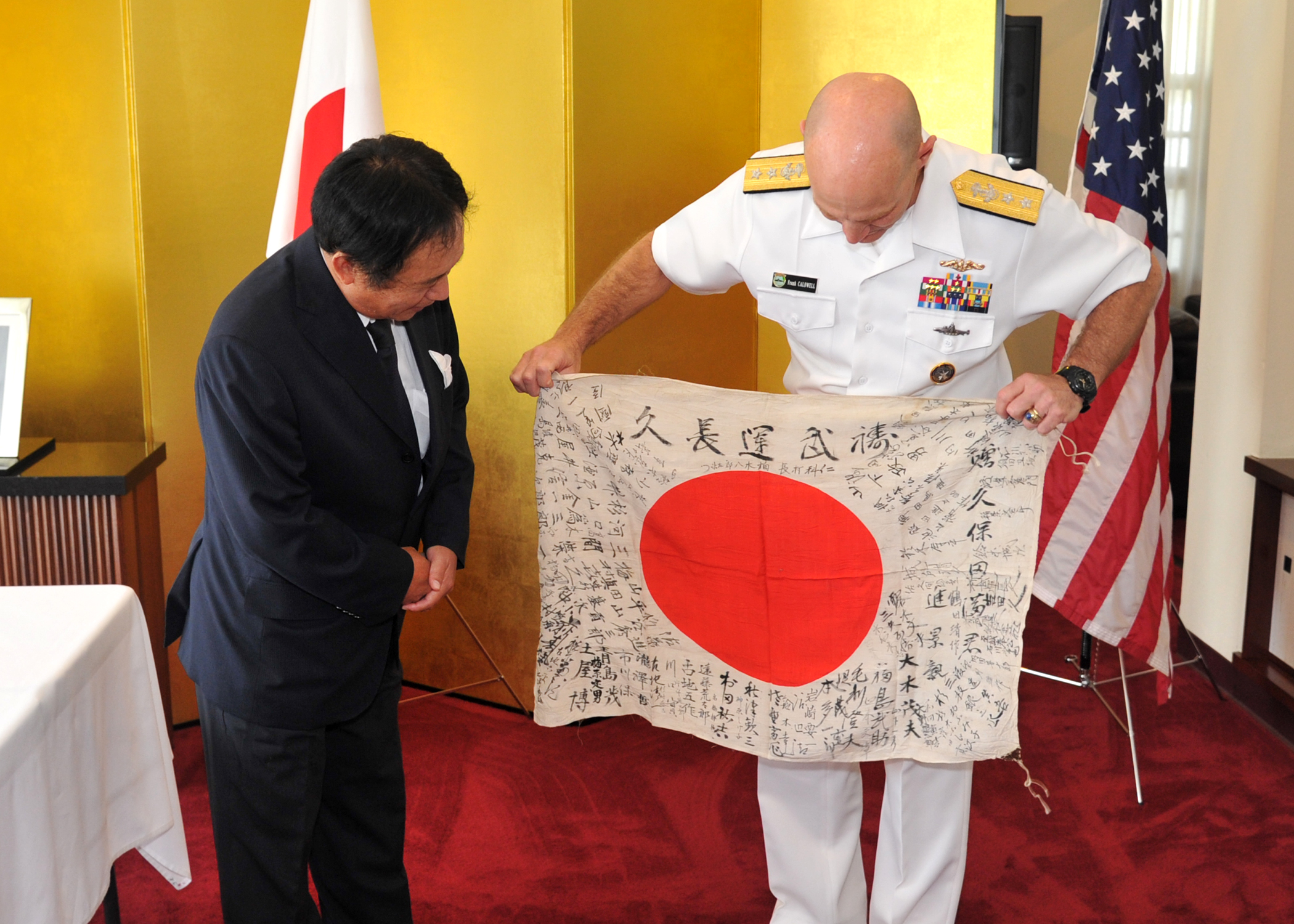
O Contra-Almirante James F. Caldwell, comandante da Força Submarina da Frota do Pacífico dos EUA, devolve um hinomaru yosegaki, ao Cônsul Geral do Japão Toyoei Shigeeda durante uma cerimônia no Consulado Geral do Japão em Honolulu.

Existem algumas ONGs como a  OBON SOCIETY, sem fins lucrativos com a missão de devolver os hinomaru, entre outros artigos considerados como "restos não biológicos de batalha" às suas famílias no Japão.
O trabalho da sociedade foi reconhecido pelo Ministério das Relações Exteriores do Japão como um "importante símbolo de reconciliação, compreensão mútua e amizade entre os países". Em 2022 , a sociedade devolveu mais de 400 bandeiras e tem mais de 400 outras bandeiras nas quais estão trabalhando atualmente. . Em 15 de agosto de 2017, a sociedade providenciou que Marvin Strombo, um veterano americano da Segunda Guerra Mundial de 93 anos, viajasse ao Japão para devolver a bandeira que levou durante a guerra, de volta à família do homem que a fez. O esforço para devolver as bandeiras é amplamente visto como um ato humanitário que proporciona um encerramento para os familiares, visto que em muitos casos, estes não puderam enterrar os restos mortais de seus  familiares perdidos no campo de batalha. 
1. 1 2  Nila, Gary; Rolfe, Robert; Chong, Tony (2006). Japanese special naval landing forces: uniforms and equipment 1937-45. Col: Men-at-arms. Oxford: Osprey
2. 1 2 3 4 5 6 7  Nila, Gary; Rolfe, Robert A.; Chong, Anthony (2006). Japanese special naval landing forces: uniforms and equipment 1932-45. Col: Men-at-arms. Oxford: Osprey
3. ↑  Bortne, Michael A. (2021). Imperial Japanese Tiger Art Good Luck Flags of World War Two. [S.l.]: Elm Grove Publishing. ISBN ISBN 978-1943492572. Verifique |isbn= (ajuda)
4. 1 2 3 4  «Yosegaki Hinomaru: Japanese good-luck flags | National Army Museum». www.nam.ac.uk (em inglês). Consultado em 21 de julho de 2025
5. ↑  Philips, Sid (2010). You'll Be Sor-Ree!: A Guadalcanal Marine Remembers the Pacific War. [S.l.]: Valor Studios. ISBN 978-0615336831
6. ↑  Sledge, Eugene (2007). With the Old Breed at Peleliu and Okinawa. [S.l.]: Presidio Press. ISBN 978-0891419198
7. ↑  «Vet returning Japanese flag from WWII  - MonroeNews.com». www.monroenews.com (em inglês). Consultado em 21 de julho de 2025. Cópia arquivada em 24 de março de 2012 line feed character character in |titulo= at position 38 (ajuda)
8. 1 2  «Obon Society | Our Mission». Obon Society (em inglês). Consultado em 21 de julho de 2025
9. ↑  «Returning Yosegaki Hinomaru». Returning Yosegaki Hinomaru (em inglês). Consultado em 21 de julho de 2025. Cópia arquivada em 25 de fevereiro de 2021
10. ↑  «Wayback Machine» (PDF). www.seattle.us.emb-japan.go.jp. Consultado em 21 de julho de 2025. Cópia arquivada (PDF) em 20 de agosto de 2018
11. ↑  Columnist, Frank Lennon, Guest. «Veterans Voice: As we celebrate Victory Day today, here's what it means to me». The Providence Journal (em inglês). Consultado em 21 de julho de 2025
12. ↑  «OBON SOCIETY : Flags　OBONソサエティ　日章旗». obon2015.com (em inglês). Consultado em 21 de julho de 2025. Cópia arquivada em 29 de junho de 2019
13. ↑  Video, Telegraph; Staff, Our Foreign (15 de agosto de 2017). «Former US Marine returns a flag he took from a fallen Japanese soldier during WWII». The Telegraph (em inglês). ISSN 0307-1235. Consultado em 21 de julho de 2025
14. ↑  «The flags of their fathers - CBS News». www.cbsnews.com (em inglês). 29 de maio de 2016. Consultado em 21 de julho de 2025 zero width space character character in |titulo= at position 1 (ajuda)
15. ↑  «Aging U.S. Veterans Seek To Return Captured WWII Flags To Japan». Northwest News Network (em inglês). 25 de março de 2015. Consultado em 21 de julho de 2025
16. ↑  «The miraculous return of a hinomaru yosegaki». ABC listen (em inglês). 24 de abril de 2014. Consultado em 21 de julho de 2025
17. ↑  This story was written by U.S. Pacific Fleet Public Affairs. «Admiral Returns Flag to Japan». www.navy.mil (em inglês). Consultado em 21 de julho de 2025. Cópia arquivada em 3 de novembro de 2014
18. ↑  Video, Telegraph; Staff, Our Foreign (15 de agosto de 2017). «Former US Marine returns a flag he took from a fallen Japanese soldier during WWII». The Telegraph (em inglês). ISSN 0307-1235. Consultado em 21 de julho de 2025